# پروپادین
پروپادین (به انگلیسی: Propadiene) یک ترکیب شیمیایی با شناسه پاب‌کم ۱۰۰۳۷ است. شکل ظاهری این ترکیب، گاز بی‌رنگ است.